# Portalada de Carlos III
La Portalada de Carlos III es un arco conmemorativo o puerta monumental de estilo barroco construido entre 1783 y 1784 en La Cavada, municipio de Riotuerto, (Cantabria, España), declarada Bien de interés cultural en 1985. Constituía la entrada principal a la Real Fábrica de Artillería de La Cavada.

## Historia
Fue construida entre 1783 y 1784 por el arquitecto Francisco de Solinís.
Esta zona obtuvo una gran importancia durante los siglos XVII y XVIII por la instalación de una fábrica de artillería en Liérganes y La Cavada.
La portalada era la principal abertura de un alto muro de cantería que rodeaba todo el recinto de las fundiciones reales, y a través de ella se accedía al entramado de hornos, carpinterías, escuelas, capilla, etc., que formaban parte de las fundiciones. En su lado izquierdo se adosó posteriormente un edificio que cumplía las funciones de cuartel para la brigada de artillería del Real Sitio. Este edificio fue también proyectado en 1783 por el mismo arquitecto.
El arco conmemora a la persona del rey Carlos III por su intervención en las fábricas de Santa Bárbara.
El 17 de enero de 1985 se la declaró Bien de Interés Cultural (BIC).

## Descripción

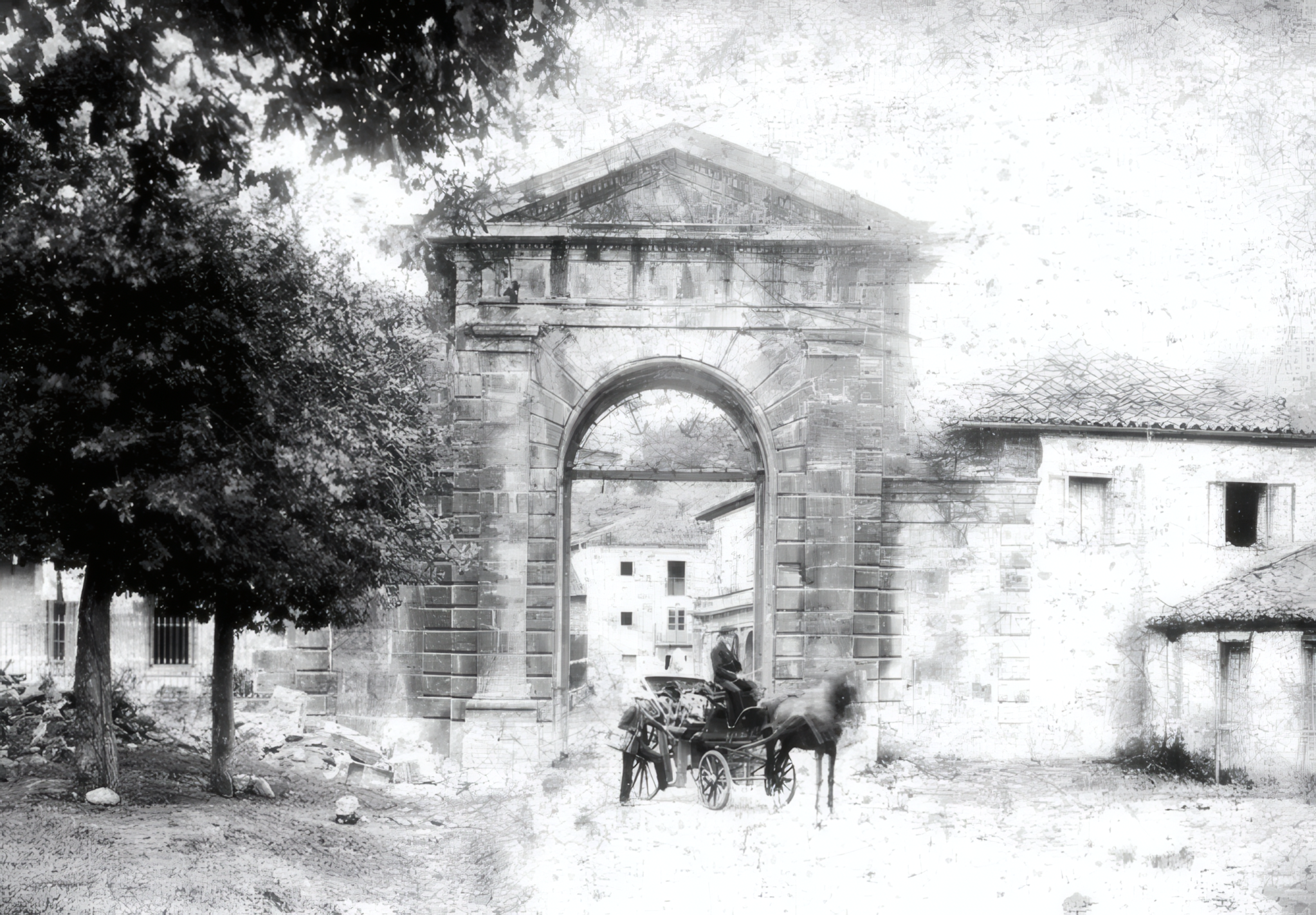
El arco conmemorativo de Carlos III en La Cavada sirvió de entrada al complejo fabril. La imagen es del año 1890, cuando las instalaciones se encontraban ya abandonadas.

Consta de un arco de medio punto entre pilastras, rematado por un frontón triangular debajo del cual aparece la leyenda: 

CARLOS III REY. AÑO 1784.

Está construido con sillares de los cuales, los que están bajo el arco están soldados de arriba hacia abajo con coladuras de hierro y plomo formando una sola pieza.